# Living with the Dead
Living with the Dead è un film televisivo del 2002 diretto da Stephen Gyllenhaal. È un thriller soprannaturale tratto dal romanzo Talking To Heaven del medium James Van Praagh.

## Trama
Sette ragazzi morti si mettono in contatto con il James Van Praagh per raccontare le modalità della loro morte e per avvisarlo che il loro assassino è ancora là fuori. James si mette quindi a lavorare insieme ad un detective per scoprire l'identità dell'assassino dei sette ragazzi.